# Annobór-Kolonia
Annobór-Kolonia – kolonia w Polsce położona w województwie lubelskim, w powiecie lubartowskim, w gminie Lubartów.
W latach 1975–1998 miejscowość położona była w ówczesnym województwie lubelskim. Obecna nazwa funkcjonuje od czasów powojennych, wcześniejsza urzędowa nazwa to Folwark Annobór.
Miejscowość wchodzi w skład sołectwa Annobór.  Według Narodowego Spisu Powszechnego Ludności i Mieszkań 2011 (III 2011 r.) kolonia miała 383 mieszkańców.
W 1921 roku Annobór-Kolonia liczył 37 budynków mieszkalnych; 268 mieszkańców (w tym 144 kobiety i 124 mężczyzn). 265 mieszkańców było wyznania rzymskokatolickiego a 3 prawosławnego, ale wszyscy byli narodowości polskiej. Około 1928 roku wieś miała 330 morgów obszaru ogólnego (w tym 282 morgów ziemi ornej; 24 morgów łąk; 20 morgów lasów oraz 4 morgów nieużytków). Miejscowość miała 2 km do stacji kolejowej; 3 km do urzędu pocztowego i telegrafu; 3 km do miasta powiatowego; 4 km do urzędu gminnego; 3 km do kościoła parafialnego. Podczas II wojny światowej Annobór-Kolonia przyłączono do GG, dystryktu lubelskiego.
Do 1982 roku Annobór-Kolonia należał do parafii pod wezwaniem św. Anny w Lubartowie. Potem z parafii tej wydzielono parafię Matki Bożej Nieustającej Pomocy w Lubartowie (parafia należy do Archidiecezji Lubelskiej, dekanatu Lubartów), dokąd od tej pory przynależy Annobór-Kolonia. W miejscowości znajdują się również przydrożne krzyże i kapliczki wrośnięte w krajobraz regionu, wśród nich można wymienić krzyż drewniany stojący na początku miejscowości, krzyż drewniany tzw. „obok Woźniczki”, krzyż metalowy z 1972 roku stojący przy posesji należącej do pana Stanisława Jabłońskiego, Kapliczka murowana, Krzyż drewniany przy zakręcie drogi prowadzącej do Lubartowa, Krzyż drewniany tzw. „Na Dużej Górze”, Krzyż drewniany przy lesie nowodworskim.
Wierni Kościoła rzymskokatolickiego należą do parafii Matki Bożej Nieustającej Pomocy w Lubartowie.

## Szkoły
Szkoła Podstawowa w Annoborze